# Cavalkad
Cavalkad var är ett svenskt dansband som bildades 27 mars 1998. Deltog i radions "I afton dans" 4 april och följande månad tog Leif Hermansson Nöjeskonsult med bandet i sitt stall.
Bandets två svensktoppsframgångar kom på hösten 1998 med "Tänk att få leva" och följande år med melodin "Vill du ha mig ", som låg nio veckor på listan. Bandet utgår från Norrköping till sina spelningar i hela Sverige. Cavalkad låg etta på norska "Dansbandstoppen" vecka 17, 2007, med låten Ingen har dina ögon.
Sättningen består av trummor, gitarr, klaviatur, dragspel, saxofon och sång. 
I november 2011 meddelades att bandet lägger av under 2012, med sista spelningarna på Birka Cruises den 29-30 april det året.

## Musiker
- Jonas Näslund - sång
- Jörgen Emanuelsson - gitarr och saxofon
- Kenneth Herrgård - klaviatur, dragspel och saxofon
- Marcus Andersson - trummor

### Album
- "Live 2001"
- "Allt", 2003
- "Live 2006", 2006
- "Lev ditt liv nu" 2007
- "10 års jubileum" 2008
- "Ikväll är du min", 2009
- "Nya tider", 2010
- "Publikens önskefavoriter LIVE", 2011

## Melodier på Svensktoppen
- Tänk att få leva - 1998
- Vill du ha mig - 1999

### Fotnoter
1. ↑  ”Får jag lov”. 18 september 2011. http://www.danslogen.se/nyhet/3026. Läst 4 januari 2012.